# Déli-Alpok (Új-Zéland)
A Déli-Alpok (angol: Southern Alps) az Új-Zéland Déli-szigetének közepén húzódó hegyvidék. Legmagasabb részei a hegyvonulat nyugati részein helyezkednek el. A Déli-Alpok kifejezést általában az egész hegységre vonatkoztatják, jóllehet különböző neveket adtak a kisebb hegyvidéki részeknek. Van azonban olyan értelmezése is, amely szerint csak a középső, legmagasabb, a Haast-hágótól az Arthur-hágóig terjedő szakasz tekinthető a Déli-Alpoknak. A hegység teszi ki a Déli-sziget fő vízválasztóját is, mely elválasztja egymástól a jóval népesebb keleti vidéket, illetve a gyéren lakott nyugatabbi partvidéket. Közigazgatásilag a fő vízválasztó választja el Canterbury régiót és West Coast régiót.

## Elhelyezkedése és jellemzői
A Déli-Alpok 450 kilométer hosszan nyúlik el észak-déli irányban. Legmagasabb csúcsa a 3754 méter magas Mount Cook, maori nevén Aoraki, Új-Zéland legmagasabb pontja. A hegységben további hat olyan csúcs található, mely meghaladja a 3000 méteres tengerszint feletti magasságot. A hegyvidéket át- meg átszeldelik a glaciális (gleccservájta) völgyek és tavak. Egy 1970-ben végzett kutatás felmérés szerint akkor a Déli-Alpok területén több, mint 3000 darab egy hektárnál nagyobb területű gleccser volt. Közülük a legnagyobb kiterjedésű a 29 kilométer hosszúságú Tasman-gleccser, ami a Pukaki-tó környékéről ered. Gleccserek által vájt tavak láncolata található a hegylánc keleti részén, amely a Coleridge-tótól a Wakatipu-tóig tart, amely délen az Otago régióban található.
A Déli-Alpok elnevezést 1770. március 23-án James Cook kapitány adta, aki csodálatos magaslatokként jellemezte a hegyvidéket. A hegységet már korábban is megemlítette Abel Tasman 1642-ben, aki leírásában a Déli-sziget nyugati partvidékét „a felemelkedő magaslatok földjének” nevezte.
A Déli-Alpok geológiailag a csendes-óceáni tűzgyűrű mentén helyezkedik el. A Csendes-óceáni-lemez ütközik a térségben az Ausztrál–Indiai-lemezzel. Az elmúlt 45 millió év során e nyomóhatásnak engedelmeskedve emelkedett fel alacsony dombvidékből a Déli-Alpok hegyvonulata, bár azt az erózió folyamatosan koptatja. A hegység felgyűrődésének folyamata az elmúlt 5 millió évben felgyorsult. Az emelkedés évi átlagos mértéke ma is 10 mm. Emellett a Csendes-óceáni-lemez évi 35 mm-es sebességgel oldalirányban, dél-délnyugat felé is elmozdul az Ausztrál-Indiai-lemezhez képest.
A magasabb hegycsúcsokon az éghajlat hegyvidéki, a hó- és jégtakaró egész évben megmarad.

## Jegyzetek

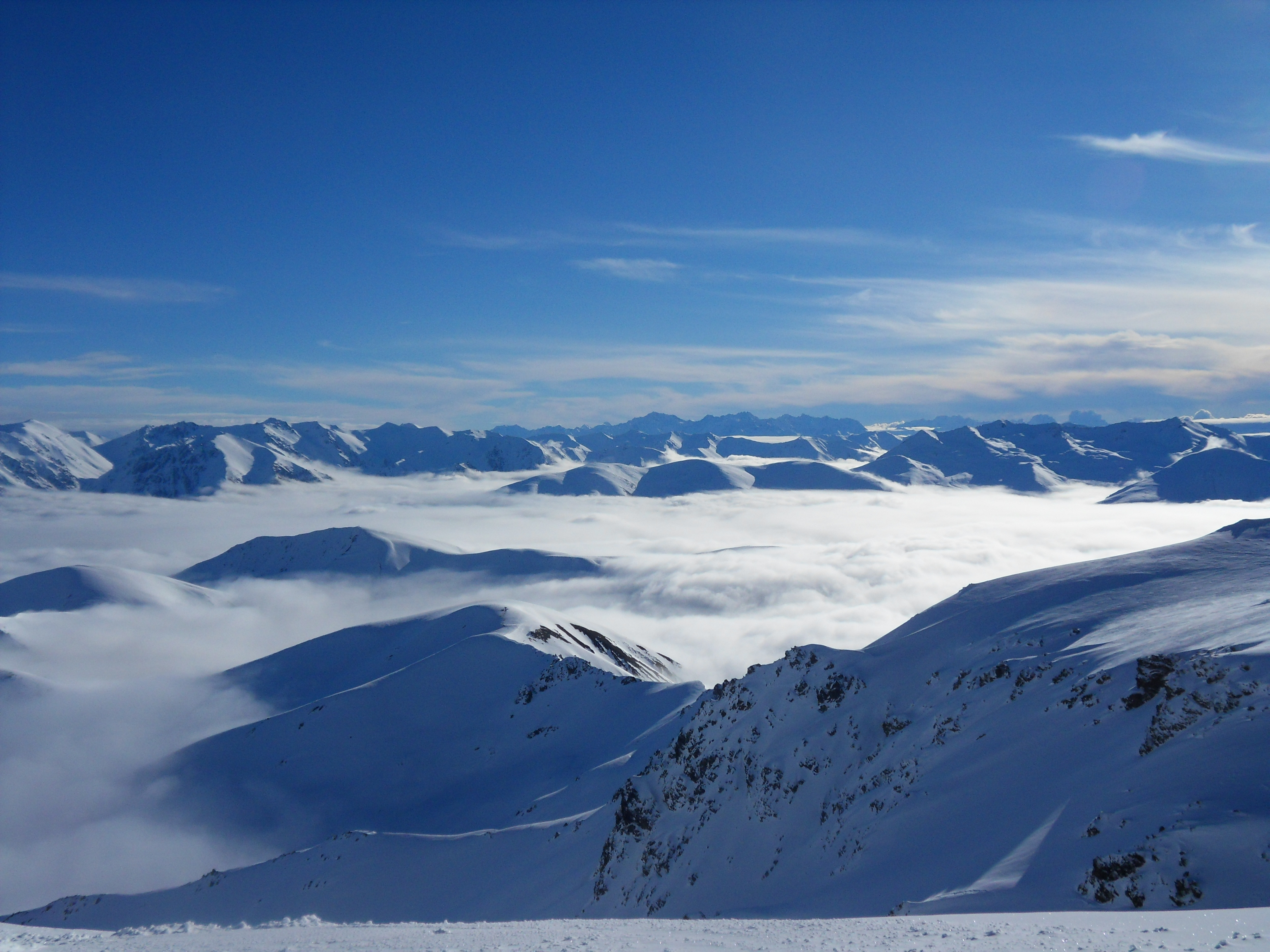
A Déli-Alpok látványa a Mount Huttról

## Fordítás
- Ez a szócikk részben vagy egészben  a   Southern Alps című angol Wikipédia-szócikk ezen változatának fordításán alapul.  Az eredeti cikk szerkesztőit annak laptörténete sorolja fel. Ez a jelzés csupán a megfogalmazás eredetét és a szerzői jogokat jelzi, nem szolgál a cikkben szereplő információk forrásmegjelöléseként.